# Mistrovství Evropy ve fotbale hráčů do 19 let 2019
Mistrovství Evropy ve fotbale hráčů do 19 let 2019 se konalo od 14. do 27. července 2019 v arménském Jerevanu.
Startovat mohli hráči narozeni nejdříve 1. ledna 2000. Obhájcem titulu z ročníku 2018 byla reprezentace Portugalska. Jedenáctý titul v této kategorii získalo Španělsko. Novinkou pro tento turnaj byla možnost pěti střídání v jednom zápase.

## Účastníci
| Tým         | Kvalifikován jako            | Počet účastí | Poslední účast | Nejlepší umístění                                   |
| ----------- | ---------------------------- | ------------ | -------------- | --------------------------------------------------- |
| Arménie     | Hostitel                     | 2.           | 2005           | Základní skupina (2005)                             |
| Irsko       | Vítěz kvalifikační skupiny 1 | 3.           | 2011           | 4. místo (2002), Semifinále (2011)                  |
| Česko       | Vítěz kvalifikační skupiny 2 | 7.           | 2017           | 2. místo (2011)                                     |
| Norsko      | Vítěz kvalifikační skupiny 3 | 5.           | 2018           | Základní skupina (2002, 2003, 2005, 2018)           |
| Španělsko   | Vítěz kvalifikační skupiny 4 | 12.          | 2015           | Vítězové (2002, 2004, 2006, 2007, 2011, 2012, 2015) |
| Francie     | Vítěz kvalifikační skupiny 5 | 11.          | 2018           | Vítězové (2005, 2010, 2016)                         |
| Portugalsko | Vítěz kvalifikační skupiny 6 | 11.          | 2018           | Vítězové (2018)                                     |
| Itálie      | Vítěz kvalifikační skupiny 7 | 7.           | 2018           | Vítězové (2003)                                     |

## Stadiony
| Jerevan                             | Jerevan         | Jerevan         |
| ----------------------------------- | --------------- | --------------- |
| Stadion republiky Vazgena Sargsjana | Stadion Bananc  | Stadion JFA     |
|                                     |                 |                 |
| Kapacita: 14 403                    | Kapacita: 4 860 | Kapacita: 1 428 |

## Skupinová fáze
Všechny časy zápasů jsou uvedeny v SELČ (UTC +2).
| Vysvětlivky                                           |
| ----------------------------------------------------- |
| Týmy z prvních a druhých míst postupují do semifinále |

### Skupina A
| Poz. | Tým         | Z | V | R | P | VG | IG | +/- | B |
| ---- | ----------- | - | - | - | - | -- | -- | --- | - |
| 1.   | Portugalsko | 3 | 2 | 1 | 0 | 8  | 1  | +7  | 7 |
| 2.   | Španělsko   | 3 | 2 | 1 | 0 | 7  | 3  | +4  | 7 |
| 3.   | Itálie      | 3 | 1 | 0 | 2 | 5  | 5  | 0   | 3 |
| 4.   | Arménie     | 3 | 0 | 0 | 3 | 1  | 12 | -11 | 0 |

| 14. července 2019 16:45 |        |                                                    |                                                                                     |
| Arménie                 | 1 : 4  | Španělsko                                          | Stadion republiky Vazgena Sargsjana, Jerevan diváci: 10 200 rozhodčí: Kristo Tohver |
| Jeghiazarjan 51'        | Report | Orellana 33' Miranda 58' Marqués 64' Mollejo 90+7' | Stadion republiky Vazgena Sargsjana, Jerevan diváci: 10 200 rozhodčí: Kristo Tohver |

| 14. července 2019 19:00 |        |                                   |                                                               |
| Itálie                  | 0 : 3  | Portugalsko                       | Stadion Bananc, Jerevan diváci: 3 700 rozhodčí: Sergej Ivanov |
|                         | Report | Cardoso 28' Ramos 46' Correia 52' | Stadion Bananc, Jerevan diváci: 3 700 rozhodčí: Sergej Ivanov |

| 17. července 2019 16:45 |        |             |                                                                       |
| Portugalsko             | 1 : 1  | Španělsko   | Stadion Bananc, Jerevan diváci: 2 100 rozhodčí: Anastasios Papapetrou |
| Vieira 49'              | Report | Miranda 41' | Stadion Bananc, Jerevan diváci: 2 100 rozhodčí: Anastasios Papapetrou |

| 17. července 2019 19:00 |        |                                             |                                                                                  |
| Arménie                 | 0 : 4  | Itálie                                      | Stadion republiky Vazgena Sargsjana, Jerevan diváci: 8 780 rozhodčí: Filip Glova |
|                         | Report | Portanova 29', 56' Merola 32' Raspadori 69' | Stadion republiky Vazgena Sargsjana, Jerevan diváci: 8 780 rozhodčí: Filip Glova |

| 20. července 2019 19:00                        |        |         |                                                                                       |
| Portugalsko                                    | 4 : 0  | Arménie | Stadion republiky Vazgena Sargsjana, Jerevan diváci: 5 750 rozhodčí: Nikola Dabanović |
| Ferreira 34' (pen.) Mário 50' Gouveia 67', 88' | Report |         | Stadion republiky Vazgena Sargsjana, Jerevan diváci: 5 750 rozhodčí: Nikola Dabanović |

| 20. července 2019 19:00           |        |            |                                                           |
| Španělsko                         | 2 : 1  | Itálie     | Stadion JFA, Jerevan diváci: 1 300 rozhodčí: Irfan Peljto |
| Gavioli 61' (vl.) Ruiz 68' (pen.) | Report | Merola 35' | Stadion JFA, Jerevan diváci: 1 300 rozhodčí: Irfan Peljto |

### Skupina B
| Poz. | Tým     | Z | V | R | P | VG | IG | +/- | B |
| ---- | ------- | - | - | - | - | -- | -- | --- | - |
| 1.   | Francie | 3 | 3 | 0 | 0 | 5  | 0  | +5  | 9 |
| 2.   | Irsko   | 3 | 1 | 1 | 1 | 3  | 3  | 0   | 4 |
| 3.   | Norsko  | 3 | 0 | 2 | 1 | 1  | 2  | -1  | 2 |
| 4.   | Česko   | 3 | 0 | 1 | 2 | 1  | 5  | -4  | 1 |

| 15. července 2019 16:45 |        |           |                                                               |
| Norsko                  | 1 : 1  | Irsko     | Stadion JFA, Jerevan diváci: 1 100 rozhodčí: Nikola Dabanović |
| Botheim 8'              | Report | Hodge 81' | Stadion JFA, Jerevan diváci: 1 100 rozhodčí: Nikola Dabanović |

| 15. července 2019 19:00 |        |                                                |                                                                                   |
| Česko                   | 0 : 3  | Francie                                        | Stadion republiky Vazgena Sargsjana, Jerevan diváci: 2 000 rozhodčí: Irfan Peljto |
|                         | Report | Flips 41' (pen.) Heidenreich 48' (vl.) Abi 52' | Stadion republiky Vazgena Sargsjana, Jerevan diváci: 2 000 rozhodčí: Irfan Peljto |

| 18. července 2019 16:45 |        |        |                                              |
| Česko                   | 0 : 0  | Norsko | Stadion JFA, Jerevan rozhodčí: Sergej Ivanov |
|                         | Report |        | Stadion JFA, Jerevan rozhodčí: Sergej Ivanov |

| 18. července 2019 19:00 |        |            |                                                 |
| Irsko                   | 0 : 1  | Francie    | Stadion Bananc, Jerevan rozhodčí: Kristo Tohver |
|                         | Report | Isidor 83' | Stadion Bananc, Jerevan rozhodčí: Kristo Tohver |

| 21. července 2019 19:00 |        |           |                                                      |
| Irsko                   | 2 : 1  | Česko     | Stadion JFA, Jerevan rozhodčí: Anastasios Papapetrou |
| Afolabi 35' Coffey 81'  | Report | Kušej 79' | Stadion JFA, Jerevan rozhodčí: Anastasios Papapetrou |

| 21. července 2019 19:00 |        |        |                                               |
| Francie                 | 1 : 0  | Norsko | Stadion Bananc, Jerevan rozhodčí: Filip Glova |
| Ngoumou 61'             | Report |        | Stadion Bananc, Jerevan rozhodčí: Filip Glova |

## Vyřazovací fáze

### Pavouk
|  | Semifinále                                         | Semifinále |   |  | Finále                                             | Finále |  |
|  |                                                    |            |   |  |                                                    |        |  |
|  | 24. července – Stadion Bananc                      |            |   |  |                                                    |        |  |
|  | Portugalsko                                        | 4          |   |  |                                                    |        |  |
|  | Irsko                                              | 0          |   |  |                                                    |        |  |
|  |                                                    |            |   |  |                                                    |        |  |
|  |                                                    |            |   |  | 27. července – Stadion republiky Vazgena Sargsjana |        |  |
|  |                                                    |            |   |  | Portugalsko                                        | 0      |  |
|  |                                                    | Španělsko  | 2 |  |                                                    |        |  |
|  |                                                    |            |   |  |                                                    |        |  |
|  |                                                    |            |   |  |                                                    |        |  |
|  |                                                    |            |   |  |                                                    |        |  |
|  | 24. července – Stadion republiky Vazgena Sargsjana |            |   |  |                                                    |        |  |
|  | Francie                                            | 0 (3)      |   |  |                                                    |        |  |
|  | Španělsko (p)                                      | 0 (4)      |   |  |                                                    |        |  |

### Semifinále
| 24. července 2019 16:00                     |        |       |                                                 |
| Portugalsko                                 | 4 : 0  | Irsko | Stadion Bananc, Jerevan rozhodčí: Kristo Tohver |
| Ferreira 31' (pen.) Ramos 45+2', 59', 90+6' | Report |       | Stadion Bananc, Jerevan rozhodčí: Kristo Tohver |

| 24. července 2019 19:00 |            |           |                                                                                    |
| Francie                 | 0 : 0 (PP) | Španělsko | Stadion republiky Vazgena Sargsjana, Jerevan diváci: 4 350 rozhodčí: Sergej Ivanov |
|                         | Report     |           | Stadion republiky Vazgena Sargsjana, Jerevan diváci: 4 350 rozhodčí: Sergej Ivanov |

|                                          |       | Penaltový rozstřel                        |  |
| Begraoui Isidor Caqueret Ndicka Marcelin | 3 : 4 | Mollejo Marqués Guillamón Orellana Torres |  |

### Finále
| 27. července 2019 18:30 |        |                 |                                                                                   |
| Portugalsko             | 0 : 2  | Španělsko       | Stadion republiky Vazgena Sargsjana, Jerevan diváci: 7 150 rozhodčí: Irfan Peljto |
|                         | Report | Torres 34', 51' | Stadion republiky Vazgena Sargsjana, Jerevan diváci: 7 150 rozhodčí: Irfan Peljto |